# Atwood (Illinois)
Atwood is een plaats (village) in de Amerikaanse staat Illinois, en valt bestuurlijk gezien onder Douglas County en Piatt County.

## Demografie
Bij de volkstelling in 2000 werd het aantal inwoners vastgesteld op 1290.
In 2006 is het aantal inwoners door het United States Census Bureau geschat op 1238, een daling van 52 (-4,0%).

## Geografie
Volgens het United States Census Bureau beslaat de plaats een oppervlakte van
1,5 km², geheel bestaande uit land. Atwood ligt op ongeveer 201 m boven zeeniveau.

## Plaatsen in de nabije omgeving
De onderstaande figuur toont nabijgelegen plaatsen in een straal van 20 km rond Atwood.